# Nikolai Alexandrowitsch Astrow
Nikolai Alexandrowitsch Astrow (russisch Николай Александрович Астров; * 15. Apriljul. / 28. April 1906greg. in Moskau; † 4. April 1992) war ein russischer Chefkonstrukteur leichter sowjetischer Militärfahrzeuge. Die leichten Panzer T-38, T-40, T-60, T-70, T-80, die leichten Selbstfahrlafetten SU-76, ASU-57, ASU-85 und der Flakpanzer ZSU-23-4 wurden unter seiner Führung entwickelt.

## Titel und Ehrungen
- Stalinpreis (1942, 1943, 1951)
- Leninorden (1943, 1966, 1976)
- Orden des Roten Sterns (1936)
- Ingenieur-Oberst (1945)
- Orden des Vaterländischen Krieges II. Klasse (1945)
- Staatspreis der UdSSR (1967)
- Held der sozialistischen Arbeit (1976)
- Professor, Doktor der technischen Wissenschaften (1979)

## Weiterführende Informationen